# Fronteras de China
China comparte fronteras internacionales con 14 estados soberanos. Además, hay unos 30 kilómetros (18,6 mi) de frontera con la región administrativa especial de Hong Kong, que era una dependencia británica antes de 1997, y 3 kilómetros (1,9 mi) de frontera con Macao, territorio portugués hasta 1999. Con una frontera terrestre de 22 117 kilómetros (13 743 mi) en total, también tiene la frontera terrestre más larga de cualquier país.

## Fronteras terrestres

Marcador fronterizo de China.

La siguiente tabla es una tabla de países y territorios que comparten una frontera terrestre con China alrededor de su perímetro.
| País            | Longitud (km) | Notas |
| --------------- | ------------- | --- |
| Afganistán      | 76            | A través del corredor de Wakhan |
| Bután           | 470           | Cuestionado; depende de la resolución de varios conflictos territoriales entre Bután y China                                                                       |
| India           | 3 488         | Cuestionado; en tres secciones, separadas por Nepal y Bután depende de la resolución de los conflictos territoriales entre India y China, y entre India y Pakistán |
| Kazajistán      | 1 533         | |
| Kirguistán      | 858           | |
| Laos            | 423           | |
| Mongolia        | 4 677         | |
| Birmania        | 2 185         | |
| Nepal           | 1 440         | |
| Corea del Norte | 1 416         | |
| Pakistán        | 524           | Depende de la resolución de conflictos territoriales entre India y Pakistán                                                                                        |
| Rusia           | 3 645         | En dos secciones, separadas por Mongolia |
| Tayikistán      | 414           | |
| Vietnam         | 1 283         | |

## Fronteras marítimas
China está bañada al este por las aguas de los mares Amarillo, Oriental y Meridional  del océano Pacífico. La longitud total de la costa marítima es de 14.500 kilómetros. Según la Convención de las Naciones Unidas sobre el Derecho del Mar de 1982, la longitud de las aguas territoriales del país está fijada en 12 millas náuticas (22,2 km). La zona contigua, adyacente a las aguas territoriales, en la cual el Estado puede ejercer los controles necesarios para prevenir infracciones a las leyes aduaneras, fiscales, migratorias o sanitarias, se extiende hasta 24 millas náuticas (44,4 km) desde la costa (artículo 33). La zona económica exclusiva se establece a una distancia de 200 millas náuticas (370,4 kilómetros) de la costa. La plataforma continental se define en las 200 millas náuticas (370,4 km) desde la costa o hasta el margen continental (Artículo 76).

## Zonas en disputa

Mapa que muestra los reclamos territoriales de jure de la República de China y la República Popular de China.

Conflicto territorial en el mar de la China meridional.

China posee varios conflictos territoriales con los países vecinos: en el oeste están en disputa varias zonas en la región de Cachemira con India y Pakistán, en tanto en el suroeste se disputa con la India la soberanía del estado de Arunachal Pradesh. Otros conflictos menores incluyen las fronteras con Nepal y Bután.
En el mar de la China Meridional China tiene reivindicaciones territoriales sobre las islas Paracel y las islas Spratly, así como otras islas e islotes.